# Filippo Cammoranesi
Filippo Cammoranesi (Sant'Elpidio a Mare, 25 gennaio 1923 – ...) è stato un calciatore e allenatore di calcio italiano, di ruolo attaccante.

## Carriera
Nella stagione 1942-1943 ha segnato 4 gol in 5 presenze con la maglia della Borzacchini Terni in Serie C.
Dopo la Seconda guerra mondiale ha giocato ancora in terza serie con la maglia del Potenza, poi ha disputato due stagioni in Serie B a Ferrara con la maglia della SPAL (nelle quali ha messo a segno 10 gol in 33 presenze) ed altre due stagioni in cadetteria con la Cremonese, con cui ha esordito il 6 novembre 1949 nella partita interna contro il Catania (terminata 1-1) realizzando la prima rete.
Ha disputato la stagione 1954-55 al Siena.
In carriera ha giocato complessivamente 62 partite in Serie B, nelle quali ha segnato 16 gol.